# Back to the Future Part II & III
Back to the Future Part II & III è un videogioco del 1990 pubblicato dalla LJN per Nintendo Entertainment System. Il videogioco è vagamente ispirato ai film Ritorno al futuro - Parte II e Ritorno al futuro - Parte III. Il videogioco è il sequel del videogioco Back to the Future pubblicato nel 1989 su varie console.